# Vic Mizzy
Victor Mizzy (* 9. Januar 1916 in Brooklyn, New York; † 17. Oktober 2009 in Bel Air, Kalifornien) war ein US-amerikanischer Filmkomponist.

## Leben
Mizzy besuchte die New York University und war in den 1930er und 1940er Jahren erfolgreich als Komponist für Künstler wie Doris Day (My Dreams Are Getting Better All the Time), die Andrews Sisters (Three Little Sisters) und die Mills Brothers (The Jones Boy) tätig. Während des Zweiten Weltkriegs diente er in der United States Navy.
Nachdem einige seiner Kompositionen bereits seit 1939 in Spielfilmen verwendet worden waren, arbeitete Mizzy ab 1959 für das Fernsehen und verfasste unter anderem die Titelmelodie für Fernsehserien wie Kentucky Jones, Die Addams Family und Green Acres und Episodenmusik für Quincy und Delta House. Er schrieb zudem die Soundtracks zu Spielfilmen wie Ein Appartement für drei mit Rock Hudson und Leslie Caron, Die nackten Tatsachen mit Tony Curtis und Claudia Cardinale und Er kam nur nachts mit Robert Taylor und Barbara Stanwyck in den Hauptrollen.

## Filmografie (Auswahl)

### Titelmelodie
- 1964: Die Addams Family (63 Folgen, 1964–1966)
- 1964: Kentucky Jones (26 Folgen, 1964–1965)
- 1966: The Double Life of Henry Phyfe
- 1965: Green Acres
- 1972: Temperatures Rising
- 1972: The Don Rickles Show
- 1992: Die Addams Family (21 Folgen, 1992–1993)

### Als Komponist
- 1964: Er kam nur nachts
- 1965: Ein Appartement für drei
- 1967: Die tollen Abenteuer der schönen Pauline
- 1967: Die nackten Tatsachen
- 1969: Sexualprotz wider Willen
- 1974: Hochhaus in Flammen
- 1977: Halloween with the New Addams Family
- 1978: Quincy
- 1979: Delta House